# New Bremen (Ohio)
Pour l’article homonyme, voir New Bremen (New York).
New Bremen est un village américain situé dans le comté d'Auglaize, dans l'Ohio. Selon le recensement de 2010, sa population est de 2 978 habitants.